# Französische Rugby-Union-Meisterschaft 1984/85
Die Saison 1984/85 war die 86. Austragung der französischen Rugby-Union-Meisterschaft (französisch Championnat de France de rugby à XV). Sie umfasste 40 Mannschaften in der ersten Division (heutige Top 14).
Zwar bestand die erste Division wie in den Vorjahren nominell aus zwei Stärkeklassen mit je 40 Mannschaften. Da sich aber keine Mannschaften aus der unteren Stärkeklasse für die Finalphase qualifizieren konnten, ergab sich dadurch faktisch eine Zweiteilung.
Die Meisterschaft begann mit der Gruppenphase, bei der in vier Gruppen je zehn Mannschaften gegeneinander antraten. Die Erst- und Zweitplatzierten qualifizierten sich direkt für das Achtelfinale, die Dritt- bis Sechstplatzierten trugen eine Barrage um die Teilnahme an der Finalphase aus und die Zehntplatzierten mussten die zweite Division absteigen. Es folgten Achtel-, Viertel- und Halbfinale. Im Endspiel, das am 25. Mai 1985 im Parc des Princes in Paris stattfand, trafen die zwei Halbfinalsieger aufeinander und spielten um den Bouclier de Brennus. Dabei setzte sich Stade Toulousain gegen den RC Toulon durch und errang zum achten Mal den Meistertitel.

## Gruppenphase
|     | Team                  | Siege | Unent. | Ndlg. | Spiel- punkte | Diff. | Tabellen- punkte |
| --- | --------------------- | ----- | ------ | ----- | ------------- | ----- | ---------------- |
| 01. | Stade Toulousain      | 14    | 1      | 3     | 437:159       | + 278 | 29               |
| 02. | AS Béziers            | 12    | 1      | 5     | 405:249       | + 156 | 25               |
| 03. | US Montauban          | 11    | 0      | 7     | 328:283       | + 45  | 22               |
| 04. | Stadoceste Tarbais    | 10    | 1      | 7     | 289:266       | + 23  | 21               |
| 05. | US Tyrosse            | 9     | 1      | 8     | 215:300       | − 85  | 19               |
| 06. | Stade Aurillacois     | 8     | 2      | 8     | 288:284       | + 4   | 18               |
| 07. | RC Narbonne           | 9     | 0      | 9     | 336:236       | + 100 | 18               |
| 08. | US Carcassonne        | 8     | 0      | 10    | 215:331       | − 116 | 16               |
| 09. | Racing Club de France | 5     | 0      | 13    | 223:374       | − 151 | 10               |
| 10. | Avenir Aturin         | 1     | 0      | 17    | 142:396       | − 254 | 2                |

|     | Team               | Siege | Unent. | Ndlg. | Spiel- punkte | Diff. | Tabellen- punkte |
| --- | ------------------ | ----- | ------ | ----- | ------------- | ----- | ---------------- |
| 01. | SU Agen            | 14    | 0      | 4     | 481:163       | + 318 | 28               |
| 02. | Biarritz Olympique | 12    | 1      | 5     | 266:219       | + 47  | 25               |
| 03. | US Dax             | 11    | 0      | 7     | 339:256       | + 83  | 22               |
| 04. | RC Hyères          | 10    | 0      | 8     | 251:221       | + 30  | 20               |
| 05. | FC Oloron          | 9     | 1      | 8     | 247:239       | + 8   | 19               |
| 06. | Boucau Stade       | 9     | 1      | 8     | 210:244       | − 34  | 19               |
| 07. | CA Bègles-Bordeaux | 6     | 2      | 10    | 215:247       | − 32  | 14               |
| 08. | US Romans          | 6     | 1      | 11    | 218:295       | − 77  | 13               |
| 09. | Valence Sportif    | 6     | 0      | 12    | 189:382       | − 193 | 12               |
| 10. | Stade Rochelais    | 3     | 2      | 13    | 137:287       | − 150 | 8                |

|     | Team              | Siege | Unent. | Ndlg. | Spiel- punkte | Diff. | Tabellen- punkte |
| --- | ----------------- | ----- | ------ | ----- | ------------- | ----- | ---------------- |
| 01. | FC Lourdes        | 13    | 3      | 2     | 308:168       | + 140 | 29               |
| 02. | AS Montferrand    | 12    | 4      | 2     | 379:130       | + 249 | 28               |
| 03. | CA Brive          | 10    | 1      | 7     | 320:235       | + 85  | 21               |
| 04. | Aviron Bayonnais  | 8     | 2      | 8     | 194:239       | − 45  | 18               |
| 05. | FC Grenoble       | 7     | 3      | 8     | 220:222       | − 2   | 17               |
| 06. | La Voulte Sportif | 8     | 1      | 9     | 246:254       | − 8   | 17               |
| 07. | Section Paloise   | 8     | 1      | 9     | 224:236       | − 12  | 17               |
| 08. | CO Le Creusot     | 6     | 3      | 9     | 230:267       | − 37  | 15               |
| 09. | Stade Bagnérais   | 6     | 1      | 11    | 204:325       | − 121 | 13               |
| 10. | SC Angoulême      | 1     | 3      | 14    | 101:350       | − 249 | 5                |

|     | Team                | Siege | Unent. | Ndlg. | Spiel- punkte | Diff. | Tabellen- punkte |
| --- | ------------------- | ----- | ------ | ----- | ------------- | ----- | ---------------- |
| 01. | RRC Nice            | 14    | 1      | 3     | 396:156       | + 240 | 29               |
| 02. | RC Toulon           | 13    | 0      | 5     | 472:205       | + 267 | 26               |
| 03. | SC Graulhet         | 11    | 2      | 5     | 360:208       | + 152 | 24               |
| 04. | USA Perpignan       | 10    | 0      | 8     | 296:242       | + 54  | 20               |
| 05. | CS Bourgoin-Jallieu | 8     | 1      | 9     | 284:269       | + 15  | 17               |
| 06. | Stade Montois       | 8     | 1      | 9     | 265:315       | − 50  | 17               |
| 07. | Castres Olympique   | 8     | 0      | 10    | 247:368       | − 121 | 16               |
| 08. | RC Nîmes            | 7     | 1      | 10    | 229:231       | − 2   | 15               |
| 09. | SC Tulle            | 5     | 0      | 13    | 233:405       | − 172 | 10               |
| 10. | SC Albi             | 3     | 0      | 15    | 195:578       | − 383 | 6                |

## Barrage
| Datum          | Begegnung                                | Ergebnis |
| -------------- | ---------------------------------------- | -------- |
| 20. April 1985 | Aviron Bayonnais – FC Oloron             | 15:10    |
| 20. April 1985 | SC Graulhet – Stade Montois              | 12:18    |
| 20. April 1985 | CA Brive – Boucau Tarnos Stade           | 17:09    |
| 20. April 1985 | FC Grenoble – USA Perpignan              | 22:13    |
| 20. April 1985 | Stade Aurillacois – US Montauban         | 21:17    |
| 20. April 1985 | CS Bourgoin-Jallieu – Stadoceste Tarbais | 19:09    |
| 20. April 1985 | US Tyrosse – US Dax                      | 03:0     |
| 20. April 1985 | La Voulte Sportif – RC Hyères            | 14:09    |

## Finalphase

### Achtelfinale
| Datum                      | Begegnung                              | Hinspiel | Rückspiel | Gesamt |
| -------------------------- | -------------------------------------- | -------- | --------- | ------ |
| 27. April 1985 4. Mai 1985 | Stade Toulousain – Aviron Bayonnais    | 15:09    | 10:03     | 25:12  |
| 27. April 1985 4. Mai 1985 | AS Béziers – Stade Montois             | 35:19    | 09:06     | 44:25  |
| 27. April 1985 4. Mai 1985 | AS Montferrand – CA Brive              | 23:06    | 28:31     | 51:37  |
| 27. April 1985 4. Mai 1985 | SU Agen – FC Grenoble                  | 27:16    | 09:09     | 36:25  |
| 27. April 1985 4. Mai 1985 | RC Toulon – Stade Aurillacois          | 21:06    | 32:15     | 53:21  |
| 27. April 1985 4. Mai 1985 | RRC Nice – CS Bourgoin-Jallieu         | 06:09    | 28:15     | 34:24  |
| 27. April 1985 4. Mai 1985 | FC Lourdes – US Tyrosse                | 06:12    | 22:06     | 28:18  |
| 27. April 1985 4. Mai 1985 | Biarritz Olympique – La Voulte Sportif | 03:10    | 29:12     | 32:22  |

### Viertelfinale
| Datum        | Begegnung                       | Ergebnis |
| ------------ | ------------------------------- | -------- |
| 11. Mai 1985 | Stade Toulousain – AS Béziers   | 21:0     |
| 11. Mai 1985 | AS Montferrand – SU Agen        | 13:12    |
| 11. Mai 1985 | RC Toulon – RRC Nice            | 19:09    |
| 11. Mai 1985 | FC Lourdes – Biarritz Olympique | 13:09    |

### Halbfinale
| Datum        | Begegnung                         | Ergebnis |
| ------------ | --------------------------------- | -------- |
| 18. Mai 1985 | Stade Toulousain – AS Montferrand | 17:06    |
| 18. Mai 1985 | RC Toulon – FC Lourdes            | 06:03    |

### Finale
| 25. Mai 1985 | Stade Toulousain                                                                                | 36 : 22 n. V.         | RC Toulon | Parc des Princes, Paris Zuschauer: 37.000 Schiedsrichter: Yves Bressy |
| 25. Mai 1985 | Versuche: Bonneval (2) Charvet (3) C. Portolan (1) Erhöhungen: Lopez (3) Straftritte: Lopez (2) | (3:12, 19:19) Bericht | Versuche: Fournier (1) Gallion (1) Erhöhungen: Bianchi (1) Straftritte: Bianchi (2) Cauvy (1) Dropgoals: Cauvy (1) | Parc des Princes, Paris Zuschauer: 37.000 Schiedsrichter: Yves Bressy |

Aufstellungen
Stade Toulousain:

Startaufstellung: Éric Bonneval, Christian Breseghello, Jean-Marie Cadieu, Denis Charvet, Albert Cigagna, Serge Gabernet, Karl Janik, Michel Lopez, Thierry Maset, Guy Novès, Claude Portolan, Gérard Portolan, Jean-Michel Rancoule, Philippe Rougé-Thomas, Daniel Santamans 

Auswechselspieler: Jean-Michel Giraud, Thierry Grolleau, Laurent Husson, Serge Laïrle, Hervé Lecomte, Thierry Merlos
RC Toulon:

Startaufstellung: Jérôme Bianchi, Patrice Blachère, Yann Braendlin, Alain Carbonel, Christian Cauvy, Éric Champ, Philippe Coulais, Manu Diaz, Gilbert Doucet, Thierry Fournier, Jérôme Gallion, Bernard Herrero, Pascal Jehl, Patrick Occhini, Marc Pujolle 

Auswechselspieler: Bernard Capitani, Jean-Luc Charlier, Gilles Fargues, Laurent Gueit, Yvan Roux, Christian Salvarelli